# Salangane
Taxons concernés
- 1 espèce du genre Hydrochous
- 3 espèces du genre Collocalia
- 22 espèces du genre Aerodramusmodifier

Salangane est un nom vernaculaire d'oiseaux de la famille des Apodidae. Ce sont les espèces de la tribu des Collocalini hormis les espèces du genre Schoutedenapus qui sont appelées Martinets.

## Liste des espèces
- Salangane à croupion blanc — Aerodramus spodiopygius
- Salangane à nid blanc — Aerodramus fuciphagus
- Salangane à nid noir — Aerodramus maximus
- Salangane à ventre blanc — Collocalia esculenta affinis
- Salangane d'Australie — Aerodramus terraereginae
- Salangane de Beavan voir Salangane à ventre blanc
- Salangane de Cook — Aerodramus sawtelli
- Salangane de Guam — Aerodramus bartschi
- Salangane de la Société — Aerodramus leucophaeus
- Salangane de la Sonde — Aerodramus salangana
- Salangane de l'Himalaya — Aerodramus brevirostris
- Salangane de Malabar — Aerodramus unicolor
- Salangane de Mayr — Aerodramus orientalis
- Salangane de Mearns — Aerodramus mearnsi
- Salangane de montagne — Aerodramus hirundinaceus
- Salangane de Salomonsen — Aerodramus nuditarsus
- Salangane des Carolines — Aerodramus inquietus
- Salangane des Mascareignes — Aerodramus francicus
- Salangane des Moluques — Aerodramus infuscatus
- Salangane des Palau — Aerodramus pelewensis
- Salangane des Philippines — Collocalia esculenta marginata
- Salangane des Seychelles — Aerodramus elaphrus
- Salangane de Vanikoro — Aerodramus vanikorensis
- Salangane de Whitehead — Aerodramus whiteheadi
- Salangane géante — Hydrochous gigas
- Salangane soyeuse — Collocalia esculenta
- Salangane linchi — Collocalia linchi
- Salangane papoue — Aerodramus papuensis
- Salangane pygmée — Collocalia troglodytes